# Monte Odishaw
Il Monte Odishaw (in lingua inglese: Mount Odishaw) è una imponente vetta antartica alta 3.965 m, che rappresenta un elemento geografico chiaramente individuabile,  17 km a sud-sudovest del Monte Kaplan, nell'Hughes Range, catena montuosa che fa parte dei Monti della Regina Maud, in Antartide. 
Fu scoperto e fotografato dall'esploratore polare statunitense Richard Evelyn Byrd durante il suo volo verso il Polo Sud del 18 novembre 1929 e ispezionato dal glaciologo americano Albert Paddock Crary (1911-1987) nel 1957-58. 
La denominazione fu assegnata dallo stesso Crary in onore di Hugh Odishaw (1916-1984), segretario generale dell'U.S. National Committee per l'Anno geofisico internazionale.